# Siegfried Söllner
Siegfried Söllner (* 1. November 1936 im Vogtland; † 2019) war beim SC Lokomotive Leipzig und beim SC Empor Rostock Fußballspieler in der DDR-Oberliga.

## Leben
Söllner siedelte im Kindesalter mit seiner Familie während des Zweiten Weltkriegs vom Vogtland nach Ribnitz an die Ostsee um. In Stralsund lernte er später Maschinenschlosser und spielte bei der BSG Lokomotive in der Bezirksliga.
Nachdem er sich dort als talentierter Spieler hervorgetan hatte, delegierte ihn die zentrale Sportvereinigung Lokomotive im Sommer 1955 zu ihrem Spitzenklub SC Lok Leipzig, der die abgelaufene Saison mit Platz 11 in der Oberliga, der höchsten DDR-Fußballklasse, abgeschlossen hatte. Als Mittelfeldspieler fand Söllner schnell einen Stammplatz und konnte 1957 mit dem Gewinn des DDR-Fußballpokals mit 21 Jahren bereits seinen größten Erfolg seiner Fußballkarriere feiern. Im Pokalendspiel am 22. Dezember 1957, das mit einem 2:1-Sieg über den SC Empor Rostock endete, wurde Söller als linker Mittelfeldspieler aufgeboten. Auf dieser Position bestritt er ein Jahr später sein zweites Pokalendspiel. Diese Begegnung am 14. Dezember 1958 endete für ihn allerdings tragisch, denn gegen den SC Einheit Dresden schoss er in der Verlängerung ein Eigentor, das den 2:1-Sieg für die Dresdner bedeutete. Im gleichen Jahr wurde er in zwei Spielen der B-Nationalmannschaft eingesetzt. Ein drittes B-Länderspiel absolvierte Söllner im Juli 1960. Zu diesem Zeitpunkt stand bereits fest, dass er den SC Lokomotive Leipzig in Richtung Rostock verlassen würde.
Am 25. September 1960, dem 17. Oberligaspieltag, trat Söllner zum ersten Mal für den SC Empor Rostock an. Er übernahm die Position des linken Verteidigers, wo der ausgeschiedene Karl-Heinz Singer ersetzt werden musste. Bis zum Saisonende bestritt Söller acht von zehn Punktspielen der Rostocker und wurde auch im Pokalendspiel am 7. Oktober 1960 gegen den SC Motor Jena eingesetzt. Wie schon 1958 musste er erneut eine Endspielniederlage hinnehmen, denn die Rostocker verloren mit 2:3. In den folgenden Jahren stagnierte Söllners Karriere, bis 1965 kam er insgesamt nur zu 31 Oberligaeinsätzen. Mit Beginn der Spielzeit 1965/66 wurde er nur noch in der 2. Mannschaft eingesetzt, in der er zunächst in der drittklassigen Bezirksliga spielte, ehe seine Mannschaft 1967 den Aufstieg in die DDR-Liga schaffte. Dort spielte Söllner noch eine Saison und ging danach 31-jährig zum Drittligisten Schiffahrt/Hafen Rostock, wo er schließlich seine aktive Laufbahn beendete.
Im Jahr 2019 verstarb Söllner, Mitglied der Ehrengarde des F.C. Hansa Rostock, wenige Wochen vor seinem 83. Geburtstag.